# Protium macrophyllum
Protium macrophyllum är en tvåhjärtbladig växtart som beskrevs av Adolf Engler. Protium macrophyllum ingår i släktet Protium och familjen Burseraceae. Inga underarter finns listade i Catalogue of Life.